# Hornosín
Hornosín falu és önkormányzat (obec) Csehország Dél-csehországi kerületének Strakonicei járásában. Területe 3,41 km², lakosainak száma 77 (2008. 12. 31). A falu Strakonicétől mintegy 25 km-re északra, České Budějovicétől 73 km-re északnyugatra, és Prágától 80 km-re délnyugatra fekszik.

## Népesség
A település népessége az elmúlt években az alábbi módon változott:
| Lakosok száma | 240  | 219  | 196  | 150  | 114  | 71   | 71   | 74   | 65   | 69   |
|               | 1869 | 1890 | 1921 | 1950 | 1980 | 2001 | 2017 | 2019 | 2022 | 2024 |